# Більче-Волицько-Угерське ПСГ
Більче-Волицько-Угерське підземне газосховище — найбільше у Європі газосховище.

## Загальна характеристика
Сховище створене на базі двох взаємодіючих виснажених газових родовищ протягом 1983—1992 років.
Глибина газонасичених пластів 1 км.
Станом на 2021 рік газосховище вміщало 17,05 млрд м³ активного газу, тобто такого, з яким підприємство може працювати: закачувати та відбирати.
Сховище розташоване за 60 км від міста Львів.

## Інтернет-ресурси
- На Львівщині у сховищах зберігається близько 10 мільярдів кубічних метрів газу